# سيرجي كودينوف
سيرجي كودينوف (الروسية: Кудинов, Сергей Васильевич) مواليد 29 يونيو 1991 في أستراخان، هو لاعب كرة يد روسي يلعب كظهير أيسر. مثل منتخب روسيا لكرة اليد.

## سجل المنافسة
شارك في البطولات التالية:
- بطولة العالم لكرة اليد للرجال 2015
- بطولة أوروبا لكرة اليد للرجال 2014

## روابط خارجية
- سيرجي كودينوف على موقع الاتحاد الأوروبي لكرة اليد (الإنجليزية)